# Dorobanțu (Călărași)
Dorobanţu é uma comuna romena localizada no distrito de Călăraşi, na região de Muntênia. A comuna possui uma área de 102.89 km² e sua população era de 3015 habitantes segundo o censo de 2007.